# Dirck Jansz Lonck
Dirck Jansz Lonck (Gouda?, 1539 – aldaar, 30 mei 1605) was een regent in de stad Gouda in de Noordelijke Nederlanden.

## Leven en werk
Lonck werd in 1539 geboren als zoon van Jan Dircksz Lonck en Clara Hendriksdr Wouters. Hij werd in 1565 lid van de vroedschap van Gouda. Hij zou veertig jaar zitting hebben in deze vroedschap. In die periode vervulde hij diverse regentenfuncties in en buiten Gouda. Hij was meerdere malen schepen en burgemeester van Gouda. 
Hij was met zijn neef Dirck Jacobsz Lonck nauw betrokken bij de omwenteling in 1572, waarbij Gouda de kant van de prins van Oranje koos. Hij was in 1575 lid van de landraad. Ook was hij gecommitteerde  bij de Raad van Holland. In 1576 was hij een van de ondertekenaars van de Unie tussen Holland en Zeeland. Hij was betrokken bij de totstandkoming van de Unie van Utrecht. Hij vertegenwoordigde Gouda gedurende een reeks van jaren in de Staten van Holland en West-Friesland en in de Staten Generaal. 
Lonck was getrouwd met Agneta Melchiorsdr. Hun dochter Atalia was de grootmoeder van de diplomaat Hiëronymus van Beverningh.